# Karlheinz Förster
Karlheinz Helmut Förster (Mosbach, Alemania Federal, 25 de julio de 1958) es un exfutbolista alemán que jugaba como defensa. Actualmente trabaja como agente de jugadores.
Su hermano mayor, Bernd Förster, también fue futbolista y jugaron juntos en la selección alemana.

## Selección nacional
Fue internacional con la selección de Alemania Federal en 81 ocasiones y convirtió 2 goles. Formó parte de la selección campeona de Europa en 1980 y subcampeona del mundo en 1982 y 1986.

### Participaciones en Copas del Mundo
| Mundial              | Sede   | Resultado  | Partidos | Goles |
| -------------------- | ------ | ---------- | -------- | ----- |
| Copa Mundial de 1982 | España | Subcampeón | 7        | 0     |
| Copa Mundial de 1986 | México | Subcampeón | 7        | 0     |

### Participaciones en Eurocopas
| Copa          | Sede    | Resultado      | Partidos | Goles |
| ------------- | ------- | -------------- | -------- | ----- |
| Eurocopa 1980 | Italia  | Campeón        | 4        | 0     |
| Eurocopa 1984 | Francia | Fase de grupos | 3        | 0     |

## Clubes
| Club                  | País             | Año       |
| --------------------- | ---------------- | --------- |
| VfB Stuttgart         | Alemania Federal | 1977-1986 |
| Olympique de Marsella | Francia          | 1986-1990 |

## Palmarés

### Campeonatos nacionales
| Título          | Club                  | País             | Año  |
| --------------- | --------------------- | ---------------- | ---- |
| Bundesliga      | VfB Stuttgart         | Alemania Federal | 1984 |
| Division 1      | Olympique de Marsella | Francia          | 1989 |
| Copa de Francia | Olympique de Marsella | Francia          | 1989 |
| Division 1      | Olympique de Marsella | Francia          | 1990 |

### Copas internacionales
| Título   | Selección        | Sede   | Año  |
| -------- | ---------------- | ------ | ---- |
| Eurocopa | Alemania Federal | Italia | 1980 |

### Distinciones individuales
| Distinción                                 | Año  |
| ------------------------------------------ | ---- |
| Parte del Equipo del Torneo de la Eurocopa | 1980 |
| Futbolista del año en Alemania Federal     | 1982 |
| Parte del Equipo del Torneo de la Eurocopa | 1984 |

## Condecoraciones
| Distinción      | Año  |
| --------------- | ---- |
| Laurel de Plata | 1980 |